# 栗栖川村
栗栖川村（くりすがわむら）は、和歌山県西牟婁郡にあった村。現在の田辺市中辺路町の西部、富田川の中流域にあたる。

## 地理
- 山岳：大森山、分領山、飯森山、政城山、三尾山、虎ヶ峰
- 河川：富田川、西谷川、鍛冶屋川

## 歴史
- 1889年（明治22年）4月1日 - 町村制の施行により、西谷村・真砂村・北郡村・石船村・栗栖川村・小皆村・熊野川村・沢村・水上村・内井川村の区域をもって発足。
- 1956年（昭和31年）9月30日 - 富里村の一部（大字大内川）を編入のうえ、二川村・近野村と合併して中辺路町が発足。同日栗栖川村廃止。